# Stenobiella pulla
Stenobiella pulla är en insektsart som beskrevs av Douglas E. Kimmins 1930. Stenobiella pulla ingår i släktet Stenobiella och familjen Berothidae. Inga underarter finns listade i Catalogue of Life.